# Titularbistum Sidnacestre
Sidnacestre ist ein Titularbistum der römisch-katholischen Kirche. 
Es geht zurück auf einen früheren Bischofssitz im Dorf Stowe, das sich in der heutigen Grafschaft Buckinghamshire in England befindet. Das Bistum gehörte der Kirchenprovinz York an.
| Titularbischöfe von Sidnacestre |                       |                                         |                 |                  |
| Nr.                             | Name                  | Amt                                     | von             | bis              |
| 1                               | Daniel Joseph Mullins | Weihbischof in Cardiff (Großbritannien) | 5. Februar 1970 | 12. Februar 1987 |
| 2                               | Francis Lagan         | Weihbischof in Derry (Irland)           | 4. Februar 1988 | 9. Juni 2020     |